# Eremogeton grandiflorus
Eremogeton grandiflorus är en flenörtsväxtart som först beskrevs av Asa Gray, och fick sitt nu gällande namn av Standley och L.O. Williams. Eremogeton grandiflorus ingår i släktet Eremogeton och familjen flenörtsväxter. Inga underarter finns listade i Catalogue of Life.